# Unió bancària

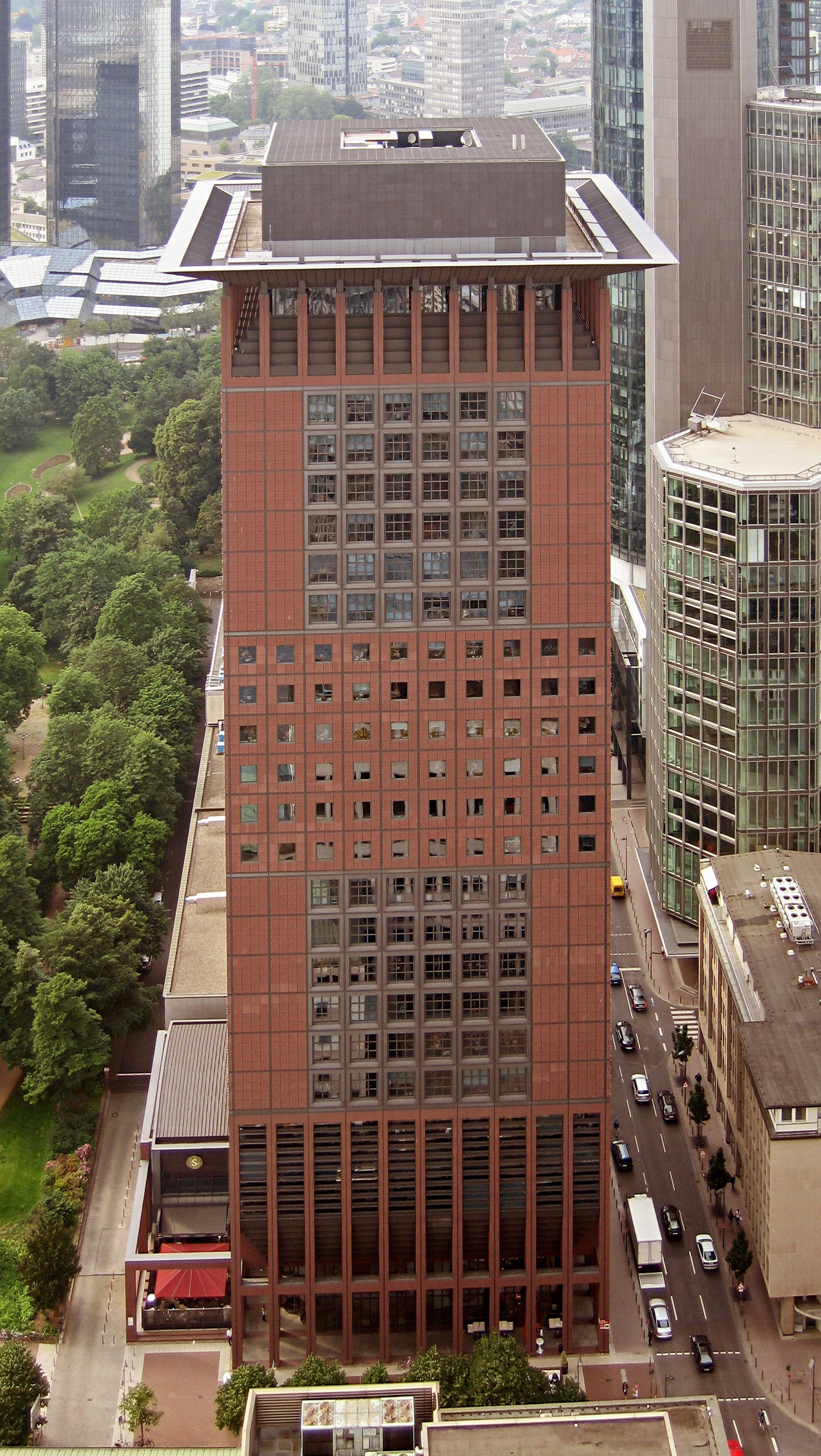
Seu temporal de la Unió Bancària a Frankfurt del Main.

La unió bancària és un sistema de supervisió i resolució bancàries a escala de la UE, creat amb l'objectiu de trencar la relació entre el risc bancari i el risc sobirà. Aquest sistema es basa en el codi normatiu únic, el Mecanisme Únic de Supervisió (MUS) i el Mecanisme Únic de Resolució (MUR).

## Creació de la unió bancària
Un dels elements principals de la crisi de la zona euro que s'inicià el 2010 fou la interacció entre l'augment del risc sobirà i del risc bancari. L'increment de la prima de risc del deute sobirà conduïa a un augment del risc-país que deteriorava la situació de la banca. I al seu torn, la banca necessitava ajut públic que implicava un augment del risc sobirà. Per tal de trencar aquest vincle, el juny de 2012 els Caps de d'Estat o de Govern acordaren crear una unió bancària, els eixos de la qual (codi normatiu únic, MUS i MUR) s'establiren en el Consell Europeu de desembre del mateix any.
El 2014 entraren en vigor la Directiva i el Reglament sobre requisits de capital (que apliquen Basilea III a la UE) i la Directiva modificada relativa als sistemes de garantia de dipòsits. El mateix any, el Banc Central Europeu (BCE) i l'Autoritat Bancària Europea (ABE) realitzaren una avaluació de les entitats sistèmiques, requisit previ a la posada en funcionament del MUS, que tingué lloc el novembre. La Directiva sobre reestructuració i resolució bancàries entrà en vigor l'1 de gener de 2015, data en què es posà en funcionament el MUR.
Aquestes mesures pretenen trencar la dependència entre risc bancari i risc sobirà, contribuir al restabliment de l'estabilitat financera i crear les condicions perquè el crèdit flueixi a l'economia real.

## Eixos principals
El codi normatiu únic inclou:
- la Directiva i el Reglament sobre requisits de capital, que afecten les empreses d'inversió i les entitats de crèdit (bancs). Aquesta normativa estableix uns nivells mínims de capital que les entitats han de reservar per a cobrir pèrdues inesperades i un nivell mínim d'actius líquids. D'aquesta manera es pretén que els bancs siguin més sòlids i reduir l'efecte del risc sobirà en el risc bancari. Tots els bancs europeus d'importància sistèmica han d'informar sobre els seus beneficis, els impostos que paguen i les subvencions que reben.
- la Directiva modificada relativa als sistemes de garantia de dipòsits, que garanteix els dipòsits fins a 100.000 euros per dipositant i banc i estableix com a termini màxim de pagament 20 dies laborables. Aquest termini s'anirà reduint fins a 7 dies el 2024. Els fons són finançats pel sector bancari.
- la Directiva sobre reestructuració i resolució bancàries, que regula la prevenció de crisis bancàries i la resolució ordenada dels bancs en fallida. Contempla que si la situació financera d'un banc es deteriorés de forma irreparable, els accionistes i creditors pagarien la seva part corresponent mitjançant un meanisme de «recapitalització» (bail-in).[6]

El Mecanisme Únic de Supervisió (MUS) és l'òrgan de supervisió bancària supranacional creat amb l'objectiu de donar solidesa bancària a la UE. El compon el BCE i les autoritats nacionals de supervisió dels estats membres. El BCE supervisa directament els bancs amb actius superiors a 30.000 milions d'euros o que representen, com a mínim, el 20% del PIB del seu país. Les autoritats nacionals de supervisió són responsables dels bancs més petits.
El Mecanisme Únic de Resolució (MUR) és un mecanisme per gestionar les crisis de les entitats financeres que no siguin viables. L'autoritat responsable és la Junta Única de Resolució, que controlarà el Fons Únic de Resolució (es començarà a formar el 2016). Aquest fons es generarà amb les aportacions de la indústria bancària, per tal que el rescat d'un banc no afecti a les finances públiques i així trencar la relació entre risc sobirà i risc bancari.
Són membres de la unió bancària tots els països de la zona euro i els estats membres de la UE que decideixin participar. Tots els països que adoptin l'euro en el futur passaran a ser-ne membres automàticament.